# スウェーデン海外植民地
スウェーデンは、1638 - 1663年、及び1784 - 1878年に海外植民地を所有していた。

## 地理
場所、植民時期　
アフリカ大陸：
- スウェーデン領黄金海岸：1650年 – 1663年 デンマーク、オランダにより奪われる）
ケープ・コースト：1649年 – 1663年
アポロニア（Apollonia、現ベナン）：1655年 - 1657年
オス城（Fort Christiansborg/Fort Frederiksborg）現オス、アクラ、ガーナ）：1652 - 1658年
フォート・バテンスタイン（Fort Batenstein, 現 Butri: 1649 - 1656年
フォート・ウィトセン（Fort Witsen, 現 Takoradi: 1653 - 1658年
ケープ・コースト城（Carolusborg）: 1650年4月 - 1658年1月/2月、及び 1660年12月10日 - 1663年4月22日

アメリカ大陸：

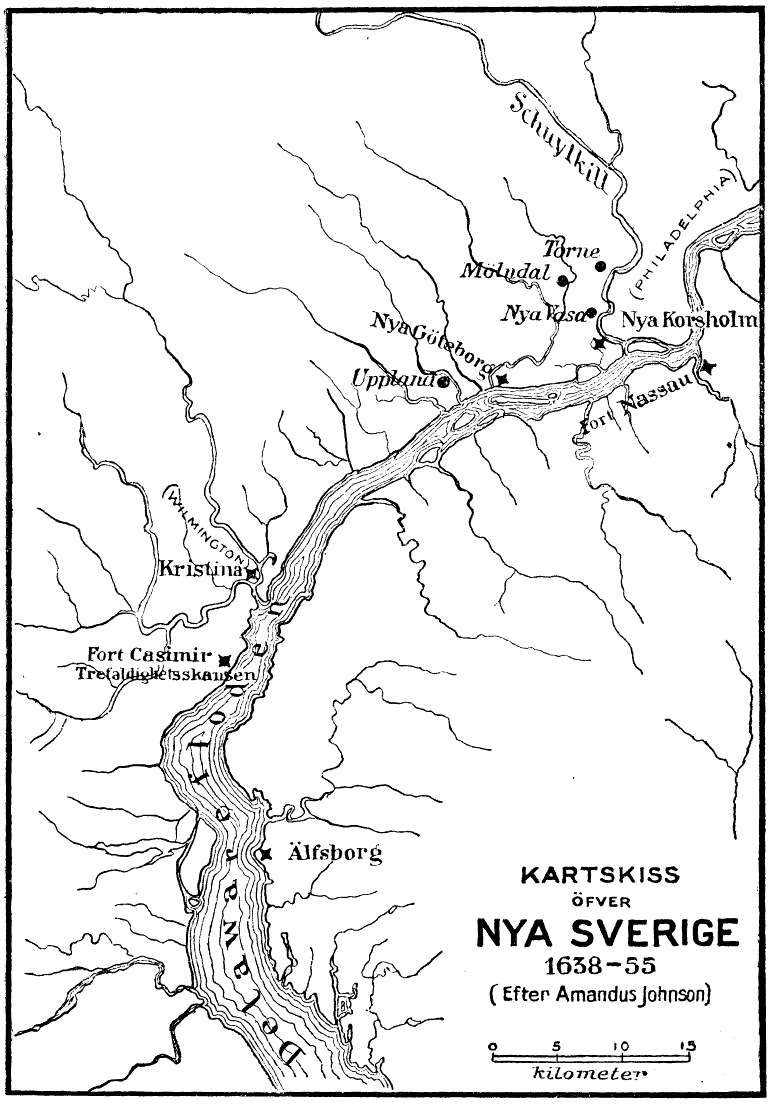
ニュースウェーデンの地図、1650年

- グアドループ：1813年 – 1814年 ;フランスに返還
- サン・バルテルミー島：1784 – 1878年; フランスに売却
- ニュースウェーデン：1638 – 1655年; オランダにより奪われる
- トバゴ島：1733年

## 参照
- WorldStatesmen- Swedish Possessions & Colonies
- History of Tobago